# Gruszów Wielki
Gruszów Wielki – wieś w Polsce położona w województwie małopolskim, w powiecie dąbrowskim, w gminie Dąbrowa Tarnowska.
W latach 1975–1998 miejscowość administracyjnie należała do województwa tarnowskiego. Integralne części miejscowości: Bugaj, Górka, Pańskie Pole, Stara Wieś, Zaszkole.
We wsi znajduje się szkoła podstawowa.